# Naturschutzgebiet Goor-Muglitz

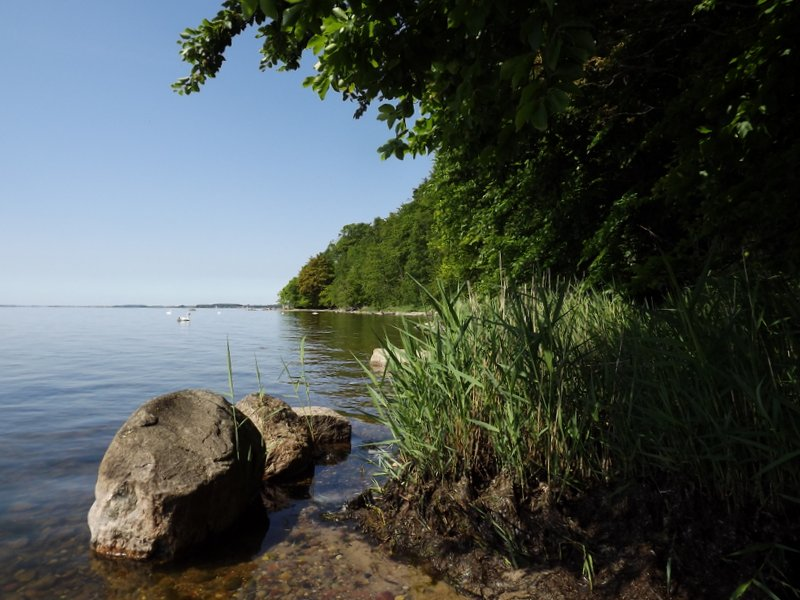
Küste im NSG-Bereich Goor

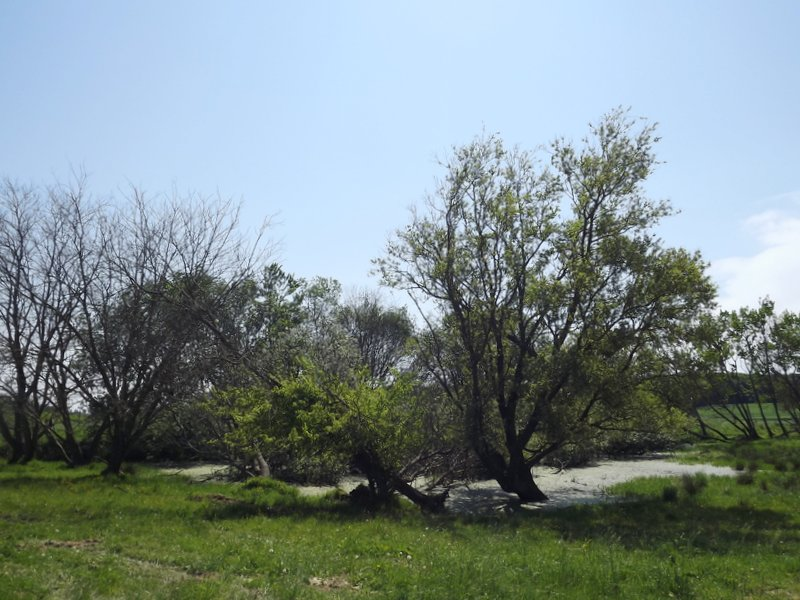
Freetzer Wiesen im NSG

Das Naturschutzgebiet Goor-Muglitz ist ein 157 Hektar großes Naturschutzgebiet in Mecklenburg-Vorpommern am Nordufer des Greifswalder Boddens. Die Unterschutzstellung erfolgte am 12. September 1990 im Rahmen der Gründung des Biosphärenreservats Südost-Rügen. Schutzziel des aus zwei Teilen bestehenden Naturschutzgebietes ist einerseits der Erhalt und die Entwicklung eines Laubwaldgebietes mit altem Baumbestand in der Goor und der Erhalt der Freetzer Niederung sowie andererseits der Schutz eines bewaldeten Steilhanges bei Muglitz, der mit Wildobst durchsetzt ist. Die Flächen gehören zur Schutzzone 2 (Pflegezone) des Biosphärenreservats. Die steinigen Flachwasserbereiche des Boddens gehören ebenfalls zum Schutzgebiet.
Umliegende Orte sind Lauterbach im Westen und Freetz im Norden.
Der Gebietszustand wird insgesamt als gut eingestuft, da sich die Flächen weitgehend ungestört entwickeln. Allerdings sind Eingriffe aus der Vergangenheit zu mildern, wie die Aufforstung mit Nadelgehölzen in Teilbereichen sowie die Entwässerung der Freetzer Niederung.
Teile der Flächen liegen im Eigentum der Stiftung Umwelt und Naturschutz M-V sowie der Michael-Succow-Stiftung.
Nach EU-Recht ist das Naturschutzgebiet Bestandteil des FFH-Gebiets Küstenlandschaft Südostrügen. Ein Betreten der Flächen ist auf mehreren öffentlichen Wegen möglich. Von der Succow-Stiftung wurde ein Naturlehrpfad eingerichtet.

## Geschichte
Die Goor entstand während der letzten Eiszeit. Die sandigen Böden weisen auf einen Kames hin. An die heute bis zu 36 Meter hohe Goor schließt sich östlich die Freetzer Niederung an, die sich in einer Grundmoränenfläche befindet und nacheiszeitlich mit einem Durchströmungsmoor versumpfte. Die Torfmächtigkeit erreichte bis zu zwei Meter, verringerte sich jedoch durch Entwässerungen der vergangenen 150 Jahre.
Das Hügelgrab nördlich von Lauterbach und die Großsteingräber bei Lonvitz belegen die menschliche Besiedlung seit der Jungsteinzeit. Der Name Goor ist slawischen Ursprungs und verweist auf die Hügellage. Die Schwedische Matrikelkarte aus dem Jahr 1696 zeigt die Goor als mit Eichen und Buchen bewaldet. Eine Fläche im Norden wurde bis zur Aufforstung im 19. Jahrhundert als Acker genutzt. Durch das 1818 fertiggestellte Badehaus im Westen wurden die Flächen auch als Erholungsgebiet angesehen. Diese Art der Nutzung wurde durch den Bau eines Kinderferienlagers zu DDR-Zeiten intensiviert. Die Gebäude wurden 2009 abgerissen.

## Pflanzen- und Tierwelt

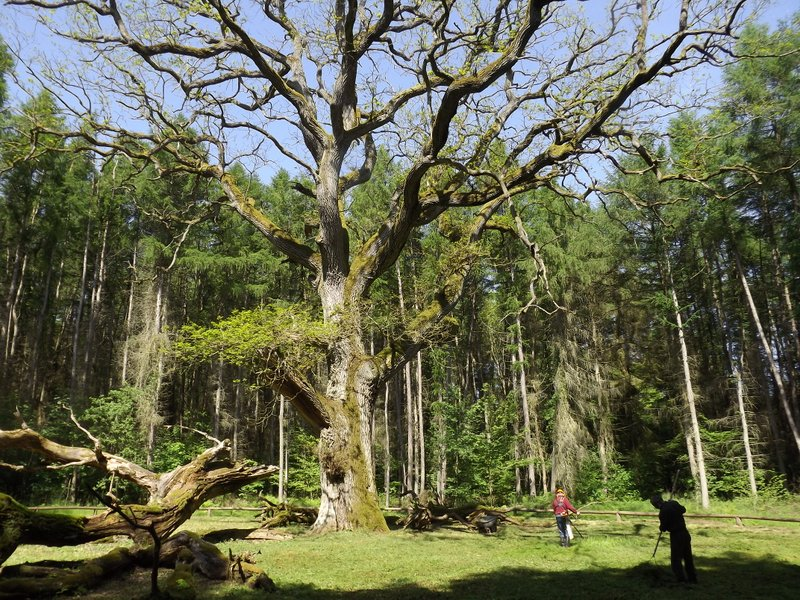
Naturdenkmal Schirmeiche Goor im NSG

Das Moränenkliff der Goor ist mit Wald bestockt, der hauptsächlich von Buche, Zitterpappel, Stiel-Eiche, Hainbuche und Robinie bestimmt wird. Landeinwärts finden sich in Senken kleinflächige Bruchwälder mit Birken und Torfmoosen. Die ehemalige Ackerfläche wurde mit Fichte, Lärche, Douglasie und Pappel aufgeforstet.
Die Freetzer Niederung bedecken Schilfröhrichte mit Wasserdost, Echter Engelwurz, Sumpf-Läusekraut, Hirse-Segge, Sumpf-Herzblatt und weiteren Arten mesotropher Feuchtwiesen.
Im Teilgebiet Muglitz stocken Wildgehölze, wie Wildbirne und Wildapfel, auf den Moränenkliffs zusammen mit Esche, Kiefer, Stiel-Eiche, Vogelbeere, Pfaffenhütchen, Schneeball und Holunder.
An der Steilküste brütet die Uferschwalbe. Weitere hervorhebenswerte Brutvögel sind Zwergschnäpper, Waldkauz und Wachtel.

## Literatur

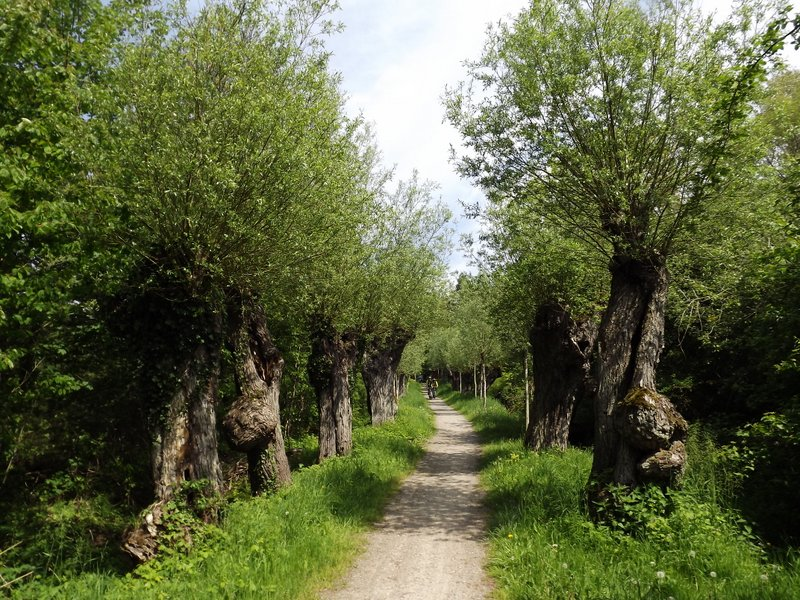
Kopfweiden-Allee im NSG-Bereich Goor